# Wilfried Sanou
Wilfried Sanou (Bobo-Dioulasso, 16 maart 1984) is een Burkinees voetballer.

## Clubcarrière
Sanou speelde tussen 2001 en 2011 voor WSG Wattens, FC Tirol Innsbruck, FC Sion, SC Freiburg, 1. FC Köln en Urawa Red Diamonds. Hij tekende in 2012 bij Kyoto Sanga FC.

## Burkinees voetbalelftal
Sanou debuteerde in 2001 in het Burkinees nationaal elftal en speelde 19 interlands, waarin hij 3 keer scoorde.